# Circondario di Altmark Salzwedel
Il circondario di Altmark Salzwedel (in tedesco Altmarkkreis Salzwedel) è un circondario della Sassonia-Anhalt, in Germania.

Capoluogo e centro maggiore è Salzwedel.

## Storia
Il circondario di Altmark Salzwedel fu creato nel 1994 unendo al circondario di Salzwedel i circondari di Gardelegen (esclusa Calvörde), Klötze (esclusa Oebisfelde), e parte del circondario di Osterburg.

## Geografia antropica

### Suddivisioni amministrative
Il circondario si compone di 5 città (Einheitsgemeinden) e una comunità amministrative che raggruppa 8 comuni.
(Abitanti il 31 dicembre 2022)
| Città (Einheitsgemeinden) 1. Arendsee (Altmark), (6 797) 2. Gardelegen, (22 054) 3. Kalbe (Milde), (7 407) 4. Klötze, (9 680) 5. Salzwedel, (23 543) | Verbandsgemeinde Beetzendorf-Diesdorf 1. Apenburg-Winterfeld (Flecken), (1 700) 2. Beetzendorf, (3 052) 3. Dähre, (1 411) 4. Diesdorf (Flecken), (2 267) 5. Jübar, (1 559) 6. Kuhfelde, (1 071) 7. Rohrberg, (1 031) 8. Wallstawe, (885) |  |